# 迪布羅瓦 (哈爾科夫州)
49°11′12″N 37°19′26″E / 49.18667°N 37.32389°E
迪布羅瓦（烏克蘭語：Діброва）是烏克蘭東部的村莊，由哈爾科夫州伊久姆區的奧斯基爾市鎮負責管轄。該村面積0.47平方公里，2001年人口393，人口密度每平方公里839.7人。